# Son Ye-jin
Son Ye-jin (손예진?, Son Ye-jinLR), all'anagrafe Son Eon-jin (Daegu, 11 gennaio 1982) è un'attrice sudcoreana.

## Vita privata

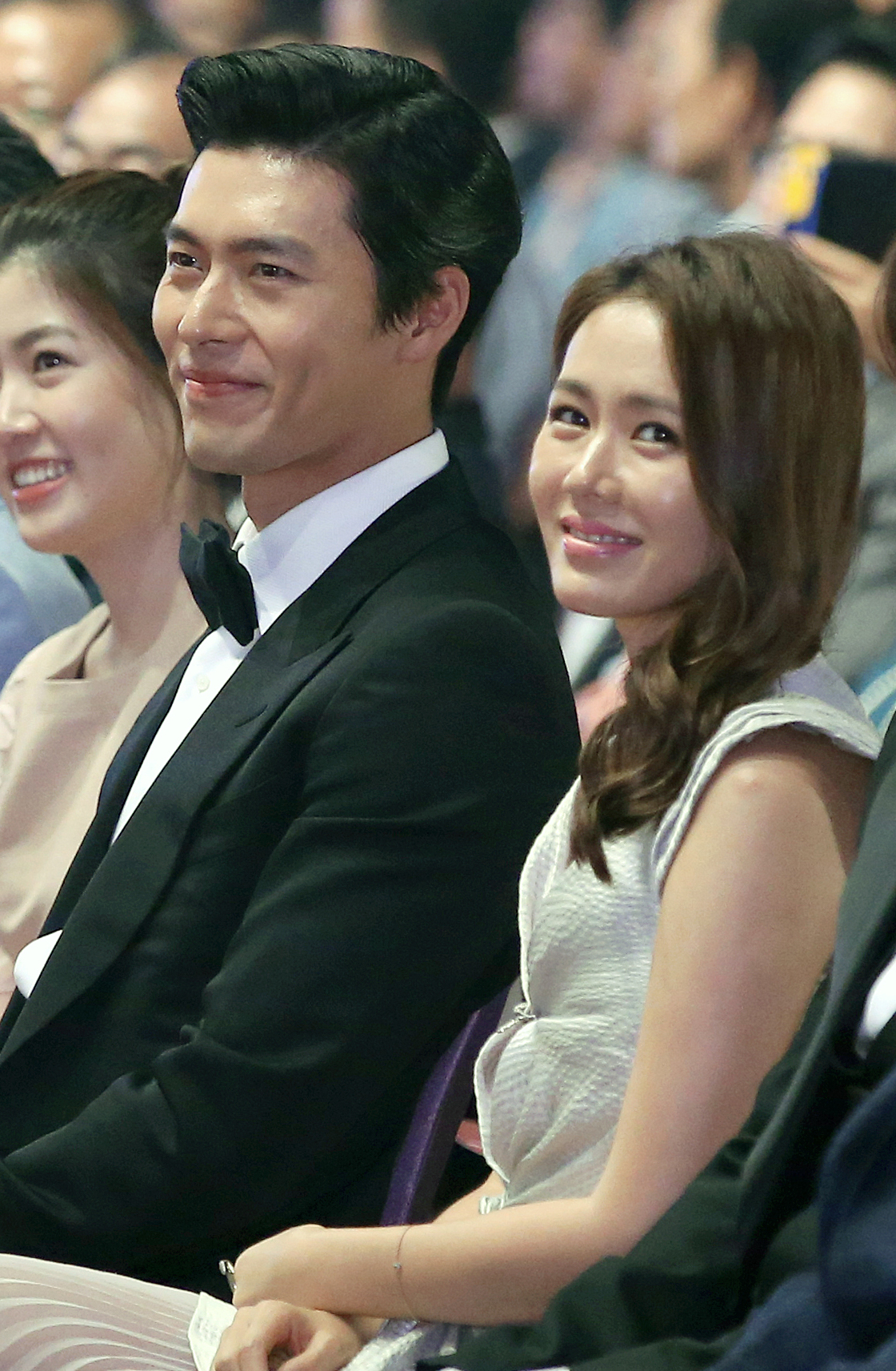
Hyun Bin e Son Ye-jin

Il 1º gennaio 2021, l'agenzia di Hyun Bin ha confermato che l'attore era in una relazione con Son Ye-jin, sua collega in Hyeobsang (2018) e Crash Landing on You (2019–2020), sin dall'anno precedente. Il 10 febbraio 2022, i due hanno annunciato il loro fidanzamento sui rispettivi social media e il 31 marzo 2022 si sono sposati in una cerimonia privata. Il 27 giugno 2022 Son ha annunciato che era incinta, e il 27 novembre 2022 ha dato alla luce il loro primo figlio.

## Filmografia

### Cinema
- Ebbro di donne e di pittura (취화선, Chihwaseon), regia di Im Kwon-taek (2002)
- Yeonae soseol (연애소설), regia di Lee Han (2002)
- Classic (클래식), regia di Kwak Jae-young (2003)
- Cheotsarang sasu gwolgidaehoe (첫사랑 사수 궐기대회), regia di Oh Jong-rok (2003)
- Nae meori sog-ui ji-ugae (내 머리속의 지우개), regia di John H. Lee (2004)
- Oechul (외출), regia di Hur Jin-ho (2005)
- Jag-eob-ui jeongseok (작업의 정석?), regia di Oh Ki-hwan (2005)
- Cheonnyeon yeowoo Yeu woo bi (천년여우 여우비), regia di Lee Seong-kang (2007) - voce
- Mubangbi dosi (무방비도시), regia di Lee Sang-ki (2008)
- Anaega Gyeolhon Haeta (아내가 결혼했다), regia di Jung Yoon-soo (2008)
- Baekyahaeng (백야행: 하얀 어둠 속을 걷다), regia di Park Shin-woo (2009)
- Ossakhan yeon-ae (오싹한 연애), regia di Hwang In-ho (2011)
- The Tower (타워, Tower), regia di Kim Ji-hun (2012)
- Gongbum (공범), regia di Guk Dong-suk (2013)
- Haejuk: Badaro Gan Sanjuk (해적: 바다로 간 산적), regia di Lee Suk-hoon (2014)
- Huaidan bixu si (坏蛋必须死), regia di Sun Hao (2015)
- Bimileun eobda (비밀은 없다), regia di Lee Kyoung-mi (2016)
- Deokhye ongju (덕혜옹주?), regia di Hur Jin-ho (2016)
- Hyeobsang (협상?), regia di Lee Jong-suk (2018)
- Jigeum mannareo gabmida (지금 만나러 갑니다?), regia di Lee Jang-hoon (2018)
- No Other Choice (어쩔 수가 없다?, Eojjeol suga eopdaLR), regia di Park Chan-wook (2025)

### Televisione
- Mashineun cheonghun (맛있는 청혼), regia di Park Sung-soo - serie TV (2001)
- Sun-hee Jin-hee (선희 진희), regia di Lee Ju-han - serie TV (2001)
- Daemang (대망), regia di Kim Jong-hak - serie TV (2002-2003)
- Yeoreum hyang-gi (여름향기), regia di Yoon Seok-ho - serie TV (2003)
- Yeon-ae sidae (연애시대), regia di Han Ji-seung e Lee Min-cheol - serie TV (2006)
- Spotlight (스포트라이트), regia di Kim Do-hoon - serie TV (2008)
- Kae-in-ui chwihyang (개인의 취향), regia di Son Hyeong-seok e No Jong-chan - serie TV (2010)
- Secret Garden (시크릿 가든) - serie TV, episodio 1x20, cameo (2011)
- Sangeo (상어), regia di Park Chan-hong e Cha Young-hoon - serie TV (2013)
- Something in the Rain (밥 잘 사주는 예쁜 누나?, Bap jal sajuneun yeppeun nunaLR) - serie TV (2018)
- Crash Landing on You (사랑의 불시착?, Sarangui bulsichakLR) – serie TV (2020)
- Trentanove (서른, 아홉?, Seoreun, ahopLR) – serie TV (2022)

## Premi e candidature
| Anno | Premio                                               | Categoria                                                         | Opera                                     | Risultato       |
| ---- | ---------------------------------------------------- | ----------------------------------------------------------------- | ----------------------------------------- | --------------- |
| 2001 | MBC Drama Awards                                     | Miglior attrice emergente                                         | Mashineun Cheonghon, Sun-hee Jin-hee      | Vincitore/trice |
| 2002 | Korean Association of Film Critics Awards            | Miglior attrice emergente                                         | Yeonae soseol                             | Vincitore/trice |
| 2003 | Baeksang Arts Awards                                 | Miglior attrice emergente                                         | Classic                                   | Vincitore/trice |
| 2003 | Premio Daejong                                       | Miglior attrice emergente                                         | Classic                                   | Vincitore/trice |
| 2003 | Blue Dragon Film Awards                              | Popular Star Award                                                | Classic                                   | Vincitore/trice |
| 2004 | Moscow International Love Film Festival              | Miglior coppia (con Jo Seung-woo)                                 | Classic                                   | Vincitore/trice |
| 2005 | Blue Dragon Film Awards                              | Miglior attrice                                                   | Oechul                                    | Candidato/a     |
| 2006 | China Golden Rooster Awards e Hundred Flowers Awards | Miglior attrice in un film straniero                              | Nae meori sog-ui ji-ugae                  | Vincitore/trice |
| 2006 | Asia Pacific Film Festival                           | Miglior attrice                                                   | Oechul                                    | Vincitore/trice |
| 2006 | Korea International Jewelry & Watch Fair             | Miglior Jewelry Lady                                              |                                           | Vincitore/trice |
| 2006 | SBS Drama Awards                                     | Top 10 Stars                                                      | Yeon-ae sidae                             | Vincitore/trice |
| 2006 | SBS Drama Awards                                     | Top Excellence Award - Attrice                                    | Yeon-ae sidae                             | Vincitore/trice |
| 2007 | Asia Model Festival Awards                           | Model Star Award                                                  |                                           | Vincitore/trice |
| 2007 | Baeksang Arts Awards                                 | Miglior attrice (TV)                                              | Yeon-ae sidae                             | Vincitore/trice |
| 2007 | Korea Fashion & Design Awards                        | Fashion Icon Award                                                |                                           | Vincitore/trice |
| 2008 | 1st Style Icon Awards                                | Style Icon - Attrice                                              |                                           | Vincitore/trice |
| 2008 | 1st Style Icon Awards                                | Fun Fearless Female                                               |                                           | Vincitore/trice |
| 2008 | Korea Jewelry Awards                                 | Diamond Award                                                     |                                           | Vincitore/trice |
| 2008 | Korea Best Dresser Awards                            | Meglio vestita - Star femminile nei film                          |                                           | Vincitore/trice |
| 2008 | Blue Dragon Film Awards                              | Miglior coppia (con Kim Joo-hyuk)                                 | Anaega gyeolhonhaetda                     | Vincitore/trice |
| 2008 | Blue Dragon Film Awards                              | Popular Star Award                                                | Anaega gyeolhonhaetda                     | Vincitore/trice |
| 2008 | Blue Dragon Film Awards                              | Miglior attrice                                                   | Anaega gyeolhonhaetda                     | Vincitore/trice |
| 2008 | University Film Festival of Korea                    | Miglior attrice                                                   | Anaega gyeolhonhaetda                     | Vincitore/trice |
| 2008 | Korean Film Awards                                   | Miglior attrice                                                   | Anaega gyeolhonhaetda                     | Candidato/a     |
| 2009 | Baeksang Arts Awards                                 | Miglior attrice                                                   | Anaega gyeolhonhaetda                     | Vincitore/trice |
| 2010 | Seoul Arts & Culture Awards                          | Grand Prize - Attori in film                                      | Baek-yahaeng: Ha-yan eodum sok-eul geotda | Vincitore/trice |
| 2010 | Baeksang Arts Awards                                 | InStyle Award                                                     |                                           | Vincitore/trice |
| 2010 | Asia-Pacific Producer's Network Awards               | Figure in Asian Film                                              |                                           | Vincitore/trice |
| 2010 | Blue Dragon Film Awards                              | Popular Star Award                                                | Baek-yahaeng: Ha-yan eodum sok-eul geotda | Vincitore/trice |
| 2012 | Baeksang Arts Awards                                 | Miglior attrice                                                   | Ossakhan yeonae                           | Candidato/a     |
| 2013 | KBS Drama Awards                                     | Premio per l'eccellenza - Attrice in una serie di media lunghezza | Sang-eo                                   | Candidato/a     |
| 2013 | KBS Drama Awards                                     | Premio per l'eccellenza - Attrice                                 | Sang-eo                                   | Candidato/a     |
| 2014 | Bucheon International Fantastic Film Festival        | Producer's Choice Award                                           |                                           | Vincitore/trice |
| 2014 | Premio Daejong                                       | Miglior attrice                                                   | Haejeok: Badaro gan sanjeok               | Vincitore/trice |
| 2014 | Blue Dragon Film Awards                              | Miglior attrice                                                   | Gongbeom                                  | Candidato/a     |